# Lolo-Sprachen
Die Lolo- oder Yi-Sprachen bilden eine Untereinheit der lolo-birmanischen Sprachen, die zu den tibetobirmanischen Sprachen gehören, einem Primärzweig des Sinotibetischen. Die etwa 30 Lolo-Sprachen werden von 7 Millionen Menschen in Süd-China, Birma, Laos, Thailand und Vietnam gesprochen. Die größte Einzelsprache ist das Yi mit 4,2 Millionen Sprechern in den chinesischen Provinzen Yunnan und Sichuan.

## Die Lolo-Sprachen innerhalb des Sinotibetischen
- Sinotibetisch
  - Tibetobirmanisch
    - Lolo-Birmanisch
      - Lolo-Sprachen
      - Birmanische Sprachen

## Interne Klassifikation und Sprecherzahlen
- Lolo oder Yipho
  - Nord-Lolo (Yi)
    - Yi (4,2 Mio. Sprecher, ethnisch 6,5 Mio.)
      - Zentral: Dayao, Nanhua
      - Guizhou: Dian-Qian, Dian Dongbei
      - Sichuan: Nord-, Süd-Sichuan-Yi
      - Südosten: Sani, Axi = Ahi, Awu, Axhebo
      - Westen: Dongshan, Xishan
      - Yunnan: Shijian, Yuanjin, Exin

    - Nusu-Gruppe: Nusu (9 Tsd.), Laghuu (1 Tsd.), Mantsi („Lolo“); Samei fast †

  - Zentral-Lolo
    - Lisu-Gruppe: Lisu (Lissu, Lisaw, Lutzu, Yao Yen, Chung, Cheli, Khae) (650 Tsd.), Lipo (Taku Lisu, Schwarze Lisu) (60 Tsd.)
    - Lahu-Gruppe: Lahu (600 Tsd.), Lahu Shi (Kutsung) (60 Tsd.)
    - Jinuo (10 Tsd.)   Dialekte: Buyuan, Youle

  - Süd-Lolo
    - Akha-Hani-Gruppe: Akha (450 Tsd.), Hani (700 Tsd.); Honi (100 Tsd.); Biyo (100 Tsd.), Kaduo (10 Tsd.); Sila (20 Tsd.)
    - Mahei (12 Tsd.)
    - Phunoi-Bisu-Gruppe: Phunoi (30 Tsd.), Bisu (7 Tsd.), mpi (2 Tsd.), Pyen (1 Tsd.)
    - Phana' (5 Tsd.)
    - Ugong fast †

  - Laopang (55 Tsd.)
  - Zauzou (2 Tsd.)
  - Lopi
  - Ayi

Klassifikation und Sprecherzahlen nach dem angegebenen Weblink.

### Lolo-Sprachen
- Ferdinand Hestermann: Die nichtchinesische Schrift der Lolo in Yünnan (Südwestchina). Wiener Zeitschrift für die Kunde des Morgenlandes 29 (S. 231–245), Wien, 1915.
- James A. Matisoff: Lahu. In: Graham Thurgood, Randy J. LaPolla (Hrsg.): The Sino-Tibetan Languages. Routledge, London 2003.
- David Bradley: Lisu. In: Graham Thurgood, Randy J. LaPolla (Hrsg.): The Sino-Tibetan Languages. Routledge, London 2003.
- Inga-Lill Hansson: Akha. In: Graham Thurgood, Randy J. LaPolla (Hrsg.): The Sino-Tibetan Languages. Routledge, London 2003.

### Tibetobirmanisch
- Christopher I. Beckwith (Hrsg.): Medieval Tibeto-Burman Languages. Brill, Leiden/Boston/Köln 2002.
- Paul K. Benedict: Sino-Tibetan. A Conspectus. Cambridge University Press, 1972.
- Scott DeLancey: Sino-Tibetan Languages. In: Bernard Comrie (Hrsg.): The World's Major Languages. Oxford University Press, 1990.
- Austin Hale: Research on Tibeto-Burman Languages. Mouton, Berlin/New York/Amsterdam 1982.
- James A. Matisoff: Handbook of Proto-Tibeto-Burman. University of California Press 2003.
- Anju Saxena (Hrsg.): Himalayan Languages. Mouton de Gruyter, Berlin/New York 2004.
- Graham Thurgood, Randy J. LaPolla (Hrsg.): The Sino-Tibetan Languages. Routledge, London 2003.
- George Van Driem: Languages of the Himalayas. Brill, Leiden 2001.